# Hydrotaea anxia
Hydrotaea anxia este o specie de muște din genul Hydrotaea, familia Muscidae. A fost descrisă pentru prima dată de Zetterstedt în anul 1838. Conform Catalogue of Life specia Hydrotaea anxia nu are subspecii cunoscute.